# Acantheis nipponicus
Acantheis nipponicus is een spinnensoort in de taxonomische indeling van de kamspinnen (Ctenidae).
Het dier behoort tot het geslacht Acantheis. De wetenschappelijke naam van de soort werd voor het eerst geldig gepubliceerd in 2008 door Hirotsugu Ono.